# Ноксал
Ноксал (исп. Noxal) — гигантское нефтяное месторождение в Мексике на шельфе Мексиканского залива в 100 км от побережья штата Веракруса. Находится в складчатом поясе Катемако. Открыто в марте 2006 года, и по оценкам специалистов, превосходило крупнейшее разведанное на тот момент мексиканское нефтяное месторождение Кантарелл. Действовавший в то время президент Мексики Висенте Фокс заявил, что обнаружение этого месторождения «открывает новую эру» в нефтедобыче страны. На глубине около 1 км ниже уровня дна. Начальные запасы нефти оцениваются в 1,6 млрд тонн или 10 млрд баррелей. 
Оператором месторождение является Pemex. В 2021 году было заявлено, что месторождение является несуществующим или нерентабельным для разработки.